# Amasyxia infelix
Amasyxia infelix är en stekelart som beskrevs av John S. Noyes 2000. Amasyxia infelix ingår i släktet Amasyxia och familjen sköldlussteklar.
Artens utbredningsområde är Costa Rica. Inga underarter finns listade i Catalogue of Life.